# Polishund
För andra betydelser, se Eftersökshund (olika betydelser).

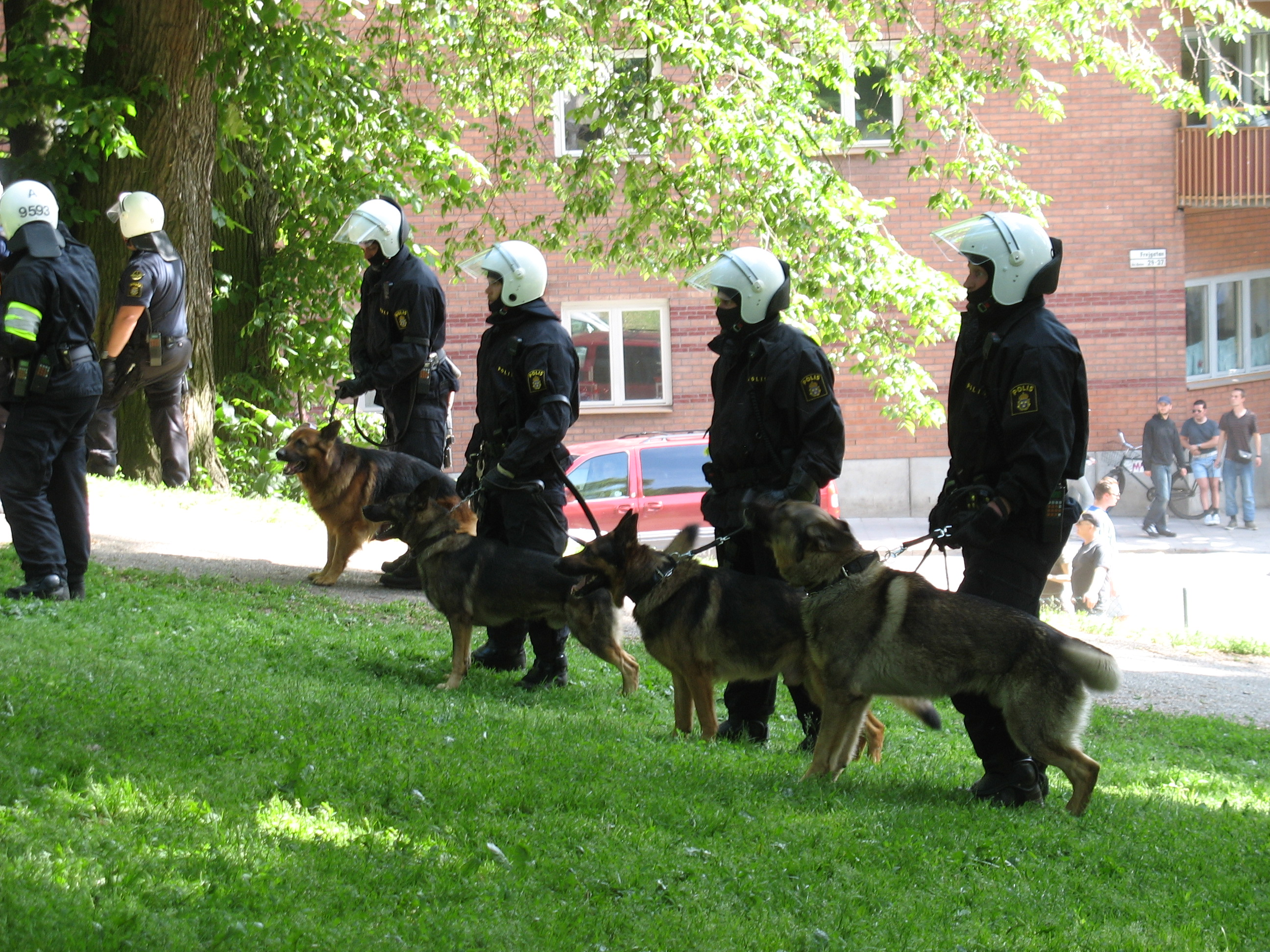
Svenska polishundar vid bevakning av en demonstration vid Vanadislunden i Stockholm på Sveriges nationaldag 2007.

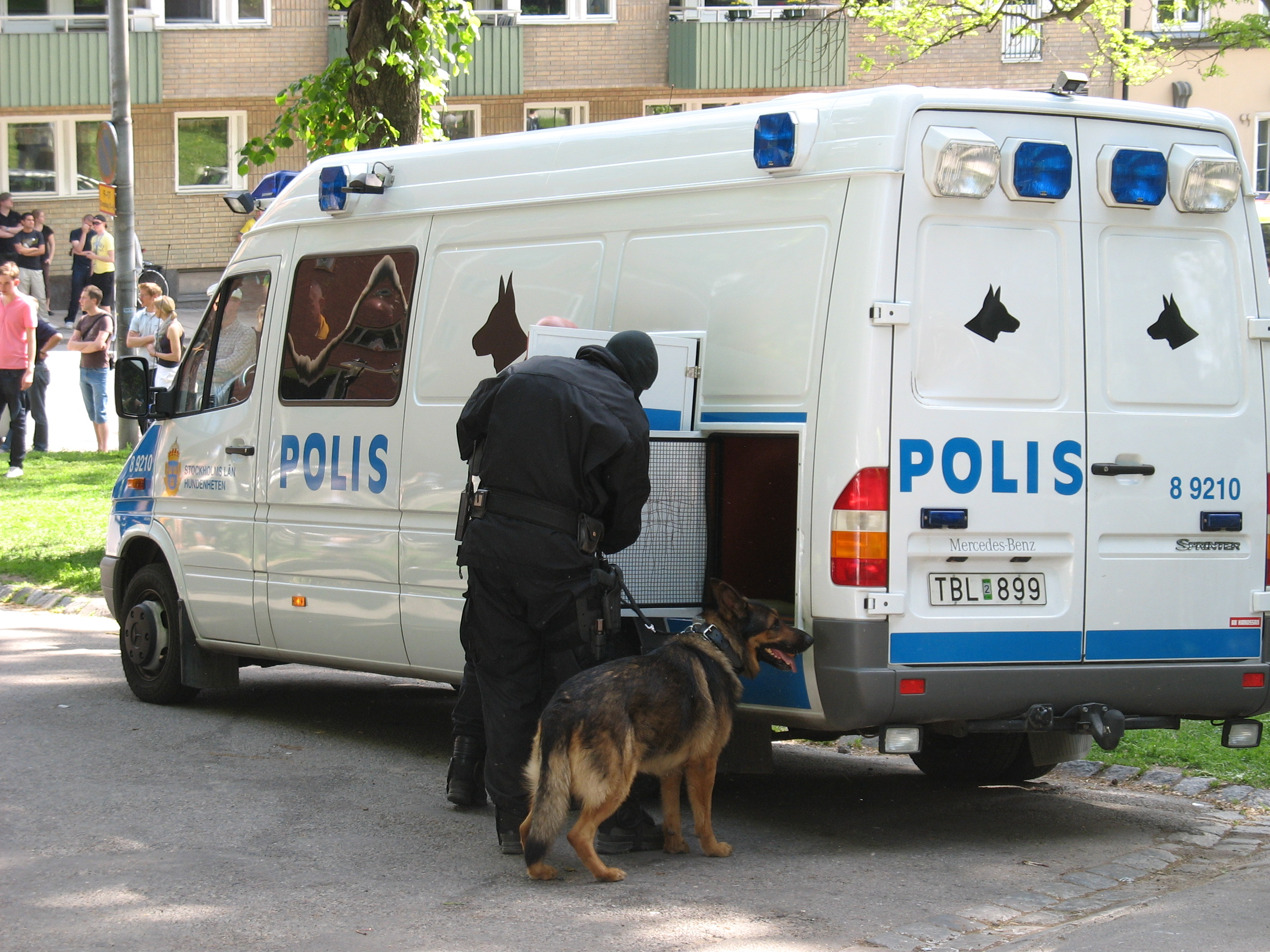
En svensk polishund.

Polishundar är tjänstehundar som används av polis i arbetet. Polishundar kan vara av vilken ras som helst, även blandras. Vanligast är att de är av någon av de traditionella brukshundsraserna. Det vanligaste användningsområdet är som skyddshundar (patrullhundar / övervakningshundar) som används i utrycknings- och ordningstjänst. Polishundar kan även ha olika inriktningar som spårhundar (eftersökshundar / personsökhundar), ID-hundar eller sökhundar (specialsökhundar / saksökhundar) som bombhundar eller narkotikahundar eller med specialiteter som likhundar (kadaverhundar / kriminalsökhundar) eller brandhärdshundar. I Sverige har vissa polisdistrikt även fjällräddningshundar.
Personsökhundarna används både för att spåra försvunna personer, som till exempel gått vilse, och för att spåra misstänkta och förrymda brottslingar.

## Polishundar i Sverige
Det finns drygt 400 polishundar i Sverige. Ca 70 % av dessa är tyska schäferhundar och ca 20 % är belgiska vallhundar/malinois. Övriga raser som används är australian kelpie, borderterrier, boxer, cocker spaniel, dobermann, flatcoated retriever, hollandse herdershond, labrador retriever, beauceron, rottweiler och springer spaniel.
Alla hundar som används av polisen måste ha genomgått lämplighetstest samt vara godkända på prov anpassade efter inriktning. Patrullhundarna (eller ÖVS-hundarna) måste vara godkända på tjänstbarhetsprov. Hundförarna och hundarna genomgår sedan årliga prov. Hundförare och hundar får en åtta veckors grundutbildning på Polishundtjänsten i Karlsborg. Hundarna brukar vara färdigutbildade i tvåårsåldern och är kvar i tjänst tills de är omkring 10 år. Mellan en femtedel och en fjärdedel av hundförarnas arbetstid går åt till att kontinuerligt träna hunden. Hundförarna är placerade i en hundpatrull. Hundarna ägs av Polismyndigheten eller av enskilda poliser med särskilda avtal. Hundarna bor med förarna och deras familjer. Den som vill bli hundförare måste ha minst två års tjänst som polis.

## Polishundar i USA
I Förenta Staterna står polishundar sedan 2014 under federalt lagskydd och den som angriper eller skadar en polishäst eller polishund kan få 1000 USD i böter och upp till tio års fängelse. Lagen kom till efter att knarklangare systematiskt försökte skada polishundar vid tillslag.